# Mathilden-Orden

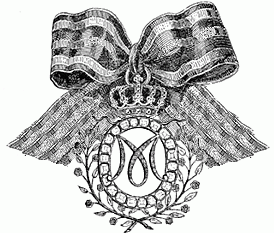
Der dänische Mathilden-Orden

Der Mathilden-Orden wurde von der dänischen Königin Caroline Mathilde anlässlich des Geburtstags des Königs Christian VII. am 29. Januar 1771 gestiftet. Die Anzahl der Träger war auf 24 beschränkt. Der Orden konnte nicht verlangt werden, noch konnte man sich bewerben. Fast alle Empfänger erhielten den Orden am 29. Januar 1771, die einzige Ausnahme war Caroline Mathildes ehemalige Oberhofmeisterin Louise von Plessen, die sich in Celle aufhielt, nachdem sie 1768 vom Hof verbannt worden war, weil sie Kritik an der Behandlung der jungen Königin durch den König und dessen Günstlinge geübt hatte. Der Orden sollte nach dem Tod eines Ordensmitgliedes sofort an die Stifterin zurückgeschickt werden.
Mit der Verhaftung der Königin am 17. Januar 1772 erlosch der Orden. Die vorhandenen Orden wurden eingesammelt und sind seitdem verschwunden.

## Beschreibung
Der Orden enthielt in seinem Zentrum die aus Brillanten zusammengesetzte Initiale M, die von einem breiten Reifen echter Steine eingefasst und von einer goldenen Krone mit Steinen überragt war. Zwei emaillierte Blumenzweige umschlangen diesen Reifen und diente ein rosa seidenes Band mit silbernen Streifen zur Befestigung des Ordens. Der Orden wurde von den Herren um den Hals und von den Damen an der linken Seite der Brust getragen.

## Empfänger
1. Caroline Mathilde
2. Christian VII. von Dänemark
3. Juliane von Braunschweig-Wolfenbüttel (1729–1796)
4. Friedrich von Dänemark (1753–1805)
5. Johann Friedrich Struensee (1737–1772)
6. Peter Elias von Gähler
7. Christine Sophie von Gähler
8. Schack Carl von Rantzau (1717–1789)
9. Caroline von Schimmelman
10. Amalie Sophie von Holstein
11. Enevold von Brandt (1738–1772)
12. Adolph Siegfried von der Osten
13. Louise von Plessen (1725–1799), an sie ging der Orden per Post